# Prix littéraires 1966
Liste des prix littéraires décernés au cours de l'année 1966 :

## Prix internationaux
- Prix Nobel de littérature : Samuel Joseph Agnon (Israël)[1] et Nelly Sachs (Allemagne)[2]
- Grand prix de littérature du Conseil nordique : Gunnar Ekelöf (Suède) pour Dīwān sur le prince d'Emgion[3]
- Grand prix littéraire d'Afrique noire : Olympe Bhêly-Quenum (Dahomey) pour Le Chant du lac.

## Allemagne
- Prix Georg-Büchner : Wolfgang Hildesheimer

## Belgique
- Prix Victor-Rossel : Eugénie De Keyser pour La Surface de l'eau

## Canada
- Grand prix du livre de Montréal : Roland Giguère pour L'Âge de la parole
- Prix du Gouverneur général :
  - Catégorie « Romans et nouvelles de langue anglaise » : Margaret Laurence pour Jest of God (Une divine plaisanterie)
  - Catégorie « Romans et nouvelles de langue française » : Claire Martin pour La Joue droite et Réjean Ducharme pour L'Avalée des avalés
  - Catégorie « Poésie ou théâtre de langue anglaise » : Margaret Atwood pour The Circle Game
  - Catégorie « Poésie ou théâtre de langue française » : non décerné
  - Catégorie « Études et essais de langue anglaise » : George Woodcock pour The Crystal Spirit: A Study of George Orwell (Orwell à sa guise : La vie et l'œuvre d'un esprit libre)
  - Catégorie « Études et essais de langue française » : Marcel Trudel pour Le Comptoir, 1604-1627
- Prix Jean-Hamelin : Marie-Claire Blais pour Une saison dans la vie d'Emmanuel et Claire Martin pour Dans un gant de fer

## Chili
- Prix national de Littérature : Juvencio Valle (es) (1900-1999)

## Corée du Sud
- Prix Dong-in : Choi In-hun pour Rire
- Prix de littérature contemporaine (Hyundae Munhak) :
  - Catégorie « Poésie » : Lee Seong-gyo pour 山吟歌
  - Catégorie « Roman » : Lee Gwang-suk pour 「卓子의 位置」「賭博師」
  - Catégorie « Critique » : Chun Idu pour 한국단편소설론
- Prix Woltan : Sung Chunbok pour 공원 파고다

## Danemark
- Prix Hans Christian Andersen : Tove Jansson (Finlande)

## Espagne
- Prix Nadal : Vicente Soto, pour La zancada
- Prix Planeta : Marta Portal, pour A tientas y a ciegas
- Prix national de Narration : Tomás Borrás, pour Historias de coral y de jade
- Prix national de poésie : Pere Gimferrer, pour Arde el mar (es)
- Prix Adonáis de Poésie : Miguel Fernández (es), pour Sagrada materia.

## États-Unis
- National Book Award :
  - Catégorie « Fiction » : Katherine Anne Porter pour The Collected Stories of Katherine Anne Porter
  - Catégorie « Essais - Arts et Lettres » : Janet Flanner pour Paris Journal: 1944-1965
  - Catégorie « Essais - Histoire et Biographie » : Arthur Meier Schlesinger Jr. pour A Thousand Days: John F. Kennedy in the White House
  - Catégorie « Essais - Science, Philosophie et Religion » : non attribué
  - Catégorie « Poésie » : James Dickey pour Buckdancer's Choice: Poems
- Prix Hugo :
  - Prix Hugo du meilleur roman : Toi l'immortel (...And Call Me Conrad) par Roger Zelazny et Dune (Dune) par Frank Herbert (ex æquo)
  - Prix Hugo de la meilleure nouvelle courte : « Repens-toi, Arlequin » dit Monsieur Tic-Tac ("Repent, Harlequin!" Said the Ticktockman) par Harlan Ellison
- Prix Nebula :
  - Prix Nebula du meilleur roman : Babel 17 (Babel-17) par Samuel R. Delany et Des fleurs pour Algernon (Flowers for Algernon) par Daniel Keyes (ex æquo)
  - Prix Nebula du meilleur roman court : Le Dernier Château (The Last Castle) par Jack Vance
  - Prix Nebula de la meilleure nouvelle longue : Call Him Lord par Gordon R. Dickson
  - Prix Nebula de la meilleure nouvelle courte : The Secret Place par Richard McKenna
- Prix Pulitzer :
  - Catégorie « Fiction » : Katherine Anne Porter pour The Collected Stories of Katherine Anne Porter
  - Catégorie « Biographie et Autobiographie » : Arthur Meier Schlesinger Jr. pour A Thousand Days: John F. Kennedy in the White House
  - Catégorie « Essai » : Edwin Way Teale pour Wandering Through Winter
  - Catégorie « Histoire » : Perry Miller pour The Life of the Mind in America (La Vie de l'esprit en Amérique)
  - Catégorie « Poésie » : Richard Eberhart pour Selected Poems
  - Catégorie « Théâtre » : non décerné

## Finlande
- Prix Aleksis-Kivi : Paavo Haavikko
- Prix Kalevi-Jäntti : Iikka Vuotila pour Paljon haltiaksi
- Prix Eino-Leino : Einari Vuorela
- Prix national de littérature : Antti Hyry pour Alakoulu, Mirkka Rekola pour Ilo ja epäsymmetria, Paavo Rintala pour Keskusteluja lasten kanssa, Pentti Saarikoski pour Kuljen missä kuljen
- Prix littéraire de la ville de Tampere : Kalle Päätalo pour Viimeinen savotta
- Prix Tollander : Christer Kihlman
- Prix Rudolf-Koivu : Aleksander Lindeberg pour Iloinen aapiskirja
- Prix Topelius : Oili Tanninen pour Nunnu
- Prix Mikael-Agricola : Kai Kaila
- Médaille Anni-Swan : non décerné
- Prix d'écriture Juhana-Heikki-Erkko : Aarne Hyvärinen
- Prix Juhana-Heikki-Erkko : Eira Stenberg pour Kapina huoneessa et Reijo Lehtinen pour Sinun nimes kirjoihin
- Prix Finlande de l'Académie suédoise : Hagar Olsson
- Médaille Kiitos kirjasta : Gunnar Mattsson pour Prinsessa, Jaakko Syrjä pour Nuori

## France
- Prix Goncourt : Edmonde Charles-Roux pour Oublier Palerme (Grasset))
- Prix Médicis : Marie-Claire Blais pour Une saison dans la vie d'Emmanuel (Grasset)
- Prix Renaudot : José Cabanis pour La Bataille de Toulouse (Gallimard)
- Prix Interallié : Kléber Haedens pour L'été finit sous les tilleuls (Grasset)
- Grand prix du roman de l'Académie française : François Nourissier pour Une histoire française (Grasset)
- Prix des libraires : Jacques Perry pour Vie d'un païen (Robert Laffont)
- Prix des Deux Magots : Michel Bataille pour Une pyramide sur la mer (Robert Laffont)
- Prix du Quai des Orfèvres : Julien Clay pour Du sang sur le grand livre
- Prix du Roman populiste : André Remacle pour Le Temps de vivre

## Italie
- Prix Strega : Michele Prisco, Una spirale di nebbia (Rizzoli)
- Prix Bagutta : Manlio Cancogni, La linea dei Tomori, (Mondadori)
- Prix Campiello : Alberto Bevilacqua, Questa specie d'amore
- Prix Napoli : non décerné
- Prix Viareggio : Alfonso Gatto,  La storia delle vittime

## Monaco
- Prix Prince-Pierre-de-Monaco : Maurice Druon

## Royaume-Uni
- Prix James Tait Black :
  - Fiction : Christine Brooke-Rose pour Such et Aidan Higgins pour Langrishe Go Down
  - Biographie : Geoffrey Keynes pour The Life of William Harvey
- Prix WH Smith : R. C. Hutchinson pour A Child Possessed
- Prix John-Llewellyn-Rhys : The Millstone de Margaret Drabble
- Médaille Carnegie : non décerné
- Prix Rose-Mary-Crawshay : Margaret Crum pour Poems of Henry King
- Prix Somerset-Maugham : Michael Frayn pour The Tin Men et Julian Mitchell pour The White Father